# Fayún
Fayún (en árabe: الفيوم‎ al-Fayyūm , en copto  ̀Ⲫⲓⲟⲙ Phiom) es una ciudad del norte de Egipto, a 100 km al sudoeste del El Cairo y situada a orillas del lago homónimo, en el oasis de Fayún. Es la capital de la gobernación de Fayún. Tiene una población de 349 883 habitantes (2012).
Originalmente llamado Shedet en el Antiguo Egipto, Crocodilopolis o Krocodilopolis por los griegos y Arsínoe por los romanos, es una de las ciudades más antiguas de Egipto por su ubicación estratégica.